# Sancho Alfónsez
Sancho Alfónsez (c. 1093-Batalla de Uclés, 30 de mayo de 1108). Infante heredero de los reinos de León, Castilla y Galicia, fue hijo de Alfonso VI de León y de la mora Zaida, quien después de ser bautizada tomó el nombre cristiano de Isabel, Helysabeth en las crónicas, que antes había sido nuera de Al-Mu'tamid de Sevilla, al estar casada con Fath al-Mamún (hijo de Al-Mu'tamid) que era gobernador de Córdoba cuando la tomaron los almorávides el 27 de marzo de 1091.

## Nacimiento
No hay acuerdo entre los diversos historiadores sobre su fecha de nacimiento. El año 1093 es el más probable y el más antiguo posible, pues su madre Zaida llegó a la corte de Alfonso VI en 1090 huyendo desde Almodóvar del Río y no como garantía del cumplimiento de un pacto como se ha mantenido tradicionalmente hasta las aportaciones de Lévi-Provençal.
Zaida llega a Toledo, a finales de abril de 1090, llevando consigo a sus hijos y parte del tesoro real de Córdoba. Estando en esta ciudad, se entera de la muerte de su marido Fath al-Mamún fallecido el 27 de marzo de 1091, de la conquista de Sevilla por los almorávides en septiembre del mismo año y del destierro del rey al-Mutamid a Agmat.
Lo más probable es que las relaciones entre el rey y Zaida comenzaran pronto y fruto de ellas nació Sancho. Alfonso VI habitaba más en Toledo, que estaba cerca de la frontera, mientras que la reina Constanza prefería León donde se sentía más segura, Zaida vive la mayoría de su vida en territorio cristiano en la ciudad de Toledo. Retrasar su nacimiento hasta 1097, supone que en el momento de la batalla de Uclés (1108) solo tendría diez años, lo cual no es nada probable y más si se considera que su padre ya le había encomendado el gobierno de la ciudad de Toledo, probablemente porque ya tuviera la edad de 14 años, según lo cual nacería alrededor de 1094.
Una importante aportación para conocer la edad de Sancho en 1008 es el Quirógrafo de la moneda, documento n.º 189 de la Colección Diplomática de A. Gambra, así denominado porque en él se autoriza al arzobispo Gelmírez para acuñar moneda para poder terminar la catedral de Santiago de Compostela. Allí se dice: Cuando escuchó esto el hijo del rey, Sancho, a cuya custodia según orden de su padre estaba confinado el dominio de Toledo, tras haber tomado consigo a lo más escogido de la nobleza...
En la Colección Diplomática de Alfonso VI, que recoge A. Gambra, el infante Sancho comienza a figurar a partir del año 1103. Según Gambra: «Las designaciones o títulos que acompañan al nombre del infante son los de puer, infans, regis filius o Teletani imperatoris filius y, con carácter excepcional, el de regnum electus patrifactum».
El análisis de los restos óseos hallados en el monasterio de Sahagún, individuo n.º 9 corrobora parte de lo anteriormente indicado. María Encina Prada, que formó parte del equipo que los estudió, escribe al respecto: «La estimación de la edad la deducimos del estado de evolución del coxal ya por un solo hueso, a falta de la obliteración de la cresta ilíaca y la tuberosidad isquiática. Por consiguiente, este joven tendría unos 13-16 años, edad que bien podría coincidir con algunos personajes de la corte que murieron a temprana edad». Lo que queda por esclarecer, a falta de un análisis del ADN es si este individuo es Sancho Alfónsez u otro.

## Heredero del trono leonés

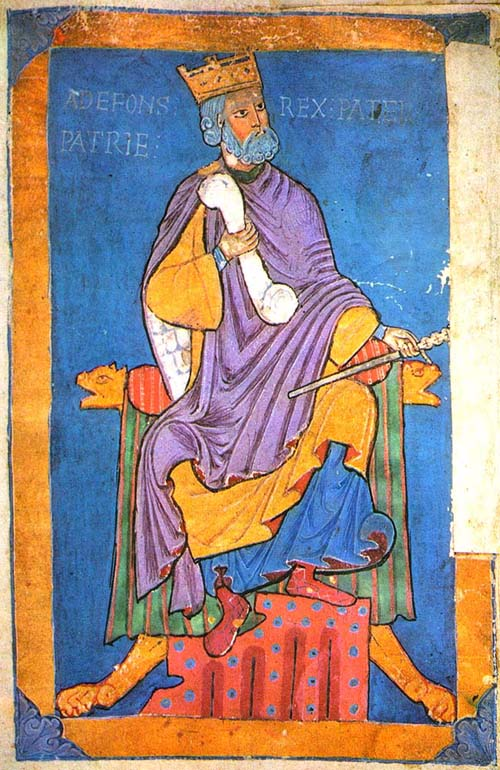
Miniatura medieval que representa a Alfonso VI de León.

Nació de la relación amorosa que mantuvieron sus padres, no se sabe si antes o después de la muerte de la reina Constanza (1093). Algunos historiadores opinan que nunca llegaron a contraer matrimonio, mientras que otros, como Gonzalo Martínez Díez y Jaime de Salazar y Acha, opinan que se casaron en 1100 quedando Sancho legitimado por dicho matrimonio y declarado heredero de los reinos cristianos. El quirógrafo de la moneda (1107), que es el último diploma donde suscribe el infante, aporta el dato de que su padre le había encomendado el gobierno de Toledo.

## Defunción del infante Sancho
Las crónicas nos ofrecen diversas versiones sobre su muerte en la batalla de Uclés el 30 de mayo de 1108. Para unos, como Rodrigo Jiménez de Rada, en su obra De rebus hispaniae, murió en el campo de batalla junto a su ayo el conde García Ordóñez. Para la Primera Crónica General de España de Alfonso X, murió en el lugar conocido como Siete Condes o Sicuéndez, cuando escapaba de la batalla. Según la crónica árabe Nazm al-yuman de Ibn al-Qatan  murió, después de la batalla, al pretender refugiarse en el castillo de Belinchón (Cuenca). Gonzalo Martínez Díez señala que la versión de Jiménez de Rada es juglaresca y legendaria, y «de nulo valor histórico», a la luz de otra fuente árabe, que confirmaría la versión de Ibn al-Qatan, la Carta oficial de Tamim destinada a su hermano, el emir Alí ibn Yusuf, donde no se menciona en el recuento in situ de las bajas al infante real, pero sí a García Ordóñez, con lo que el heredero Sancho no habría fallecido en el campo de batalla. Por otra parte, Rodrigo Jiménez de Rada trata a Sancho como a un niño de corta edad, llamándolo parvulo, parvo y puer, cuando el infante ya tendría alrededor de quince años, edad mínima para que le fuera encomendado el dominio de Toledo, como reflejan las fuentes coetáneas.
No se conoce con certeza la edad que tenía cuando murió. Según Évariste Lévi-Provençal, parece que tenía 14 años y 8 meses, nacido alrededor de 1093 cuando sus padres mantuvieron relaciones. Menéndez Pidal y otros historiadores dicen que debió nacer hacia 1097 y que en el momento de la batalla solo tendría unos diez años. Su prematura muerte aceleró el fin de su padre, quien carecía de más hijos varones. Alfonso VI murió el 1 de julio de 1109.

## Relato novelado de su muerte según Rodrigo Jiménez de Rada
El arzobispo de Toledo, en su obra De rebus Hispaniae ofrece el siguiente relato novelado sobre su muerte:

Y como fuera gravemente herido el caballo que montaba el infante Sancho, dijo (éste) al conde: «Ayo, ayo, han herido el caballo que monto». Le contestó el conde: «No te muevas, porque si no te herirán a ti». Y al punto se desplomó el caballo que había sido alcanzado y, al arrastrar consigo al hijo del rey, se apeó el conde y parapetó como pudo al niño entre él y su escudo, mientras la muerte le apremiaba por todas partes. Él, valiente como era, no sólo protegía al niño con el escudo, sino que repelía los ataques que llovían de todos lados, pero, al serle cercenado un pie de un tajo, no pudo aguantar más y cayó sobre el niño para morir él antes que el niño…

Prosigue la narración en estos términos:

Una vez que los condes y nobles que habían salido con vida del combate llegaron a Toledo y se presentaron ante el rey con los rostros abatidos, el rey, sobrecogido por un dolor indescriptible, les habló así: «¿Dónde está mi hijo, la alegría de mi vida, el consuelo de mi vejez, mi único heredero?» Le respondió el conde Gómez: «No nos encomendasteis a nosotros el hijo por el que preguntáis». El rey le dijo: «Aunque lo encomendé a otro, también os hice a vosotros responsables del combate y de su seguridad; y el que estaba especialmente encargado de ésta luchó, fue herido y murió encima de él; vosotros en cambio, que abandonasteis a mi hijo, ¿cómo os atrevéis a venir?»

## Otros relatos sobre la muerte del infante Sancho
En la Primera Crónica General de España de Alfonso X el Sabio se da una versión diferente sobre el lugar en que muere Sancho, que aquí es el paraje conocido como "Siete condes". 

Et ellos como no podien foyr con el ninno tan ayna, alcançaronlos los moros et pasaronlos delante, et cercaronlos et mataronlos alli.

La Crónica najerense también opina que muere en el paraje de Sicuendes o "Siete Condes": 

La segunda fue Zaida, hija de Abenabeth, rey de Sevilla, quien bautizada fue llamada Isabel, de la que engendró a Sancho, quien murió en la batalla de Uclés en la era 1146 (año 1108), el 24 de junio, día de la natividad de San Juan Bautista, donde también murió el conde García de Grañón, de sobrenombre Crespo, y otros seis condes con él. De ahí que el promontorio, a causa de los siete condes allí muerto, se llamara Siete condes.

La versión que más verosimilitud ofrece es la de Ibn al-Qattab en su crónica Nazm al-yuman wa wadich al-bayab, donde dice: 

Los persiguieron los musulmanes hasta cerca del castillo de Belinchón y se refiere que el hijo de Alfonso huyó con ocho cristianos y se refugiaron en el castillo de Belinchón, en el que había súbditos musulmanes. Se ocultaron entre ellos, esperando salvarse de la muerte, pero los mataron y fue muerto entre ellos el hijo de Alfonso.

De la carta que Tamim escribe a su hermano el emir Alí ibn Yusuf, poco después de finalizada la batalla y antes de que regresaran los soldados que habían salido en persecución de los cristianos, se deduce que Sancho no había fallecido todavía, pues de haberlo hecho no hubiera olvidado el nombrarlo. Por ello da verosimilitud a la crónica de Nazm al-yuman de que falleció en Belinchón.

## Sepultura
Tal como era habitual en la época, después de su fallecimiento en la Batalla de Uclés, en 1108, su padre reclamó el cadáver del infante Sancho. Este fue conducido a la localidad leonesa de Sahagún, donde fue sepultado en el Monasterio de San Benito de Sahagún. El hecho de que los restos pudieran ser rescatados da verosimilitud a la versión que dice que murió en Belinchón, pues si hubiera muerto en Uclés o en Sicuendes, hubiera formado parte de la pira funeraria que fue dada a las llamas.
Los restos del infante, que no se conservan en la actualidad, debido a los incendios, saqueos y profanaciones que sufrió el monasterio de San Benito, fueron enterrados, cerca de sus padres, bajo una lápida, en la que fue esculpida una inscripción latina, que reza:
La traducción al español del texto latino dice así: «Sancho, hijo del rey Don Alfonso VI. Por mandato de su padre, vino traído acá desde la villa de Uclés, donde peleando contra los Moros murió infaustamente, año 1108».

## Repercusiones políticas de la muerte de Sancho
La muerte del infante Sancho en la batalla de Uclés tuvo consecuencias inminentes para la unidad de los reinos cristianos de la península ibérica. A la muerte de Alfonso VI, en julio de 1109, los reinos de León y de Castilla los heredó su hija doña Urraca. Esta estaba viuda y por mandato de su padre se casó con Alfonso el Batallador, rey de Aragón. Las desavenencias conyugales surgieron desde el inicio del matrimonio y en lugar de unir sus fuerzas, mantuvieron frecuentes enfrentamientos bélicos.
Su medio hermana Teresa (hija de Alfonso VI y de su concubina Jimena Muñoz, casada con Enrique de Borgoña y madre del futuro rey de Portugal Alfonso I), conocedora de la debilidad de la reina, proclamó al condado de Portugal reino independiente de León y Castilla, aunque el reconocimiento como reino no se produjo hasta el año 1143 con Alfonso VII el emperador.

## Homenaje
En Uclés desde el año 2008 y con motivo del IX Centenario de la Batalla de Uclés hay una calle con el nombre de Infante Sancho.